# وولودارکا (سرزمین آلتای)
وولودارکا (به لاتین: Volodarka) یک منطقهٔ مسکونی در روسیه است که در سرزمین آلتای واقع شده‌است.